# Сырково (Нижегородская область)
Сырково — упразднённая деревня в Ковернинском муниципальном округе Нижегородской области России. На момент упразднения входила в состав Понуровского сельсовета. Упразднена в 2002 году.

## География
Деревня находилась на северо-западе Нижегородской области, в зоне хвойно-широколиственных лесов, на правом берегу реки Большая Серга, на расстоянии приблизительно 1,5 километров (по прямой) к северо-востоку от деревни Марково.
Климат
Климат характеризуется как умеренно континентальный, с относительно тёплым коротким летом и холодной продолжительной зимой. Среднегодовая температура — 2,7 °C. Средняя температура воздуха самого тёплого месяца (июля) — 17,9 °C (абсолютный максимум — 37 °C); самого холодного (января) — −12,3 °C (абсолютный минимум — −46 °C). Среднегодовое количество атмосферных осадков составляет 566 мм, из которых большая часть выпадает в тёплый период.

## История
Исключена из учётных данных постановлением Нижегородского заксобрания от 30 мая 2002 года № 48-III.